# Robert Sabadoš
Robert Sabadoš (serbisch-kyrillisch Роберт Сабадос; * 26. November 1989 in Subotica, SFR Jugoslawien) ist ein serbischer Eishockeyspieler, der seit Anfang 2017 erneut beim KHK Roter Stern Belgrad unter Vertrag steht und mit dem Klub in der International Hockey League spielt.

## Karriere
Robert Sabadoš begann seine Karriere als Eishockeyspieler in beim HK Vojvodina Novi Sad, für den er als knapp 17-Jähriger in der serbischen Eishockeyliga debütierte. 2008 wechselte er zum Lokalrivalen HK Novi Sad, der allerdings bereits 2009 den Spielbetrieb einstellte. Daraufhin ging er zum KHK Roter Stern Belgrad und spielte für den Hauptstadtklub in der ungarischen U20-Liga, parallel stand er auch für den HK Spartak Subotica in der serbischen Liga auf dem Eis. 2010 wechselte er nach Slowenien und spielte ein Jahr für den HDD Bled in der Slohokej Liga. Anschließend war er drei Jahre für den Dunaújvárosi Acélbikák in der MOL Liga aktiv, die er mit den Ungarn 2012 und 2013 gewinnen konnte. Zudem wurde er in seiner Zeit bei den Donaustädtern auch je zweimal ungarischer Meister (2013 und 2014) und Pokalsieger (2012 und 2014). Trotz dieser Erfolge verließ er 2014 Dunaújváros und schloss sich Tisza Volán Szeged, das als ungarischer Klub in der serbischen Liga spielt, an. Dort absolvierte er aber lediglich zwei Spiele und wechselte noch 2014 weiter zum KHK Roter Stern Belgrad, für den bis 2016 spielte. Anschließend schloss er sich dem MOL-Liga-Klub HK Belgrad an, wechselte aber bereits Anfang 2017 erneut zurück zum Roten Stern. Seit Saisonbeginn 2017 spielt er mit dem Roten Stern in der International Hockey League, die er mit dem Klub in der Spielzeit 2018/19 gewinnen konnte.

### International
Für Serbien nahm Sabadoš im Juniorenbereich an der U18-Weltmeisterschaft 2007 in der Division II sowie den U20-Weltmeisterschaften 2007 und 2009 in der Division II und 2008 in der Division III teil.
Im Herrenbereich spielte Sabadoš für die serbische Mannschaft bei den Weltmeisterschaften 2012, 2013, 2014, 2015, 2016, 2017, 2018 und 2019 in der Division II. Zudem stand er bei den Qualifikationsturnieren für die Olympischen Winterspiele 2010 in Vancouver, 2014 in Sotschi und 2018 in Pyeongchang für seine Farben auf dem Eis.

## Erfolge und Auszeichnungen
- 2008 Aufstieg in die Division II bei der U20-Weltmeisterschaft der Division III
- 2012 Gewinn der MOL Liga mit Dunaújvárosi Acélbikák
- 2012 Ungarischer Pokalsieger mit Dunaújvárosi Acélbikák
- 2013 Gewinn der MOL Liga mit Dunaújvárosi Acélbikák
- 2013 Ungarischer Meister mit Dunaújvárosi Acélbikák
- 2014 Ungarischer Meister und Pokalsieger mit Dunaújvárosi Acélbikák
- 2019 Aufstieg in die Division I, Gruppe B bei der Weltmeisterschaft der Division II, Gruppe A
- 2019 Gewinn der International Hockey League mit dem KHK Roter Stern Belgrad

## Statistik
(Stand: Ende der Saison 2021/22)